# Pojo Chinul

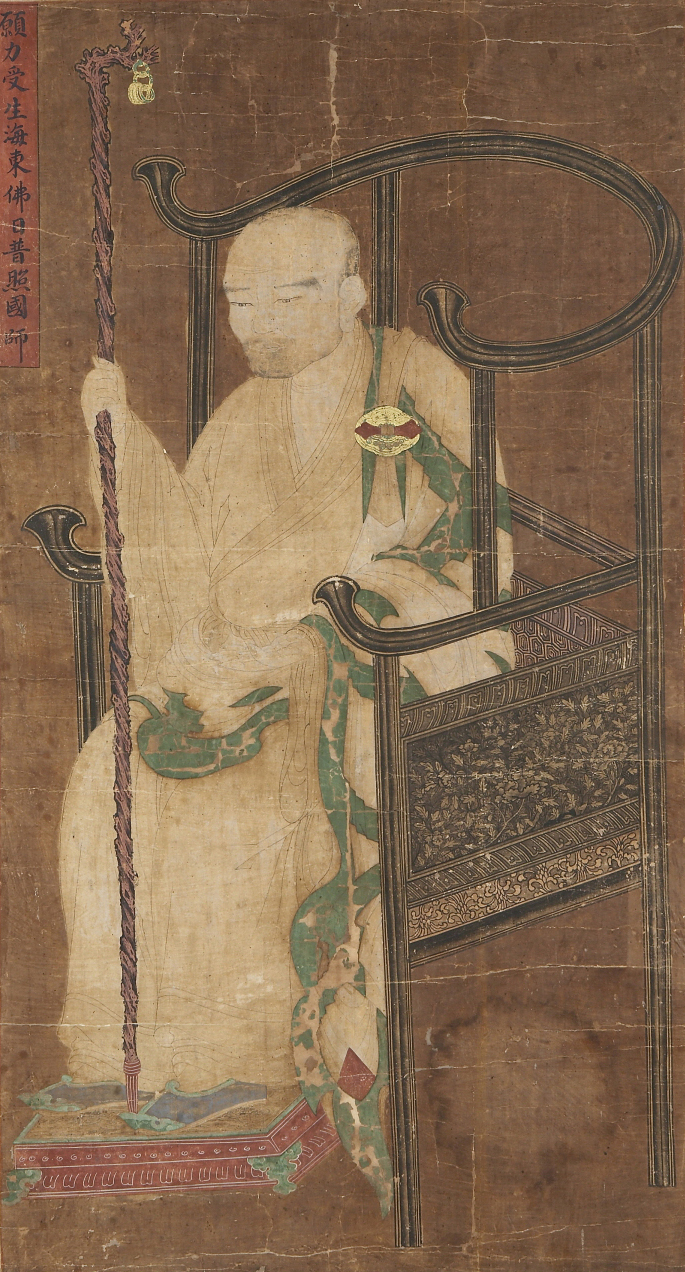
Portret Chinula

Pojo Chinul, 보조지눌, także 불일보조, Puril Pojo, chiń. Zhīnè, jap. Chitotsu, wiet. Tri Nột (ur. 1158, zm. 22 kwietnia 1210) – koreański mistrz sŏn. Usiłował na gruncie koreańskim dokonać systematyzacji i synkretyzacji nauk różnych szkół buddyjskich.

## Życiorys

### Kulsan sa– klasztor Kulsan
Chinul – świeckie nazwisko Chŏng – urodził się w okręgu Tongju na zachód od stolicy Koryŏ – Kaesŏng. Pochodził z rodziny szlacheckiej. Od dziecka nękany był przez poważne choroby i gdy wszelkie próby wyleczenia go konwencjonalną medycyną zawiodły, ojciec postanowił błagać Buddę. Ślubował, że jeśli syn zostanie wyleczony, odda go do klasztoru buddyjskiego. Wkrótce Chinul wyzdrowiał i gdy miał siedem lat ojciec oddał go do klasztoru. W wieku 15 lat przyjął wskazania buddyjskie i otrzymał imię Dharmy Chinul, jednak później sam siebie nazywał Moguja (Pastuch Wołu). Jego nauczycielem był mistrz sŏn z klasztoru Kulsan na górze Sagul. Ta linia przekazu Dharmy wywodziła się od chińskiego mistrza chan Yanguana Qi’ana, ucznia Mazu Daoyi. Jego stosunki z nauczycielem nie były zbyt bliskie i niektórzy przypuszczają, że w ogóle nie miał stałego nauczyciela.
Charakter skłaniał Chinula do życia w samotności i w odosobnieniach. Samotnie poszukiwał inspiracji studiując buddyjskie pisma i kroczył drogą sŏn. Postęp Chinula w buddyjskiej praktyce oparty był więc na użyciu pisemnych nauk do doskonalenia formalnej praktyki sŏn.

### Oświecenie
Po 9 latach praktyki w Kulsan sa, Chinul udał się w 1182 r. do klasztoru Poje (zwanego także Yŏnbok sa) w Kaesŏng na egzaminy sanghi sŏn. Przeszedł przez wszystkie testy, jednak światowa atmosfera stolicy spowodowała, że zrezygnował ze wspinania się w hierarchii kościelnej i powrócił do pozycji zwykłego mnicha. Razem z kilkoma podobnymi mu mnichami postanowił założyć w przyszłości religijne towarzystwo (kor. kyŏlsa), poświęcone rozwijaniu samādhi i prajñi (정혜사 chŏnghyesa). Po okresie wędrówek po Korei zatrzymał się w klasztorze Ch'ŏngwon w Ch’angp’yŏng (płd.-zach. Korea) i tu przeżył swoje pierwsze (z trzech) przebudzenie. Stało się to podczas czytania Sutry Szóstego Patriarchy, przy zdaniu:
Własna natura takości daje powstać myśleniu. Ale nawet chociaż narządy zmysłów widzą, słyszą, czują i poznają, jest ona nieskalana przez miriady wyobrażeń. Prawdziwa natura jest stale wolna i polega na samej sobie.
To doświadczenie było jego prawdziwą inicjacją do buddyzmu.

### Wspólnota i drugie przebudzenie
W 1185 r. Chinul znów wyruszył w pielgrzymkę i jesienią przybył do klasztoru Pomun na górze Haga (płd.-wsch. Korea). Przebywał w nim trzy lata i w czasie praktyki używał konganu Umysł jest Buddą. Studiował także pilnie dzieło Li Tongxuana Komentarz do Sutry Huayan.
Podczas czytania fragmentu Sutry Huayan
Mądrość Tathagatów jest właśnie taka jak to: jest całkowicie w ciałach wszelkich odczuwających istot. Jest w tych wszystkich zwyczajnych, głupich ludziach, którzy nie są jej świadomi i nie rozpoznają jej.
osiągnął swoje drugie przebudzenie. Już wtedy nurtowany był przez rozbicie buddyzmu na sŏn i szkoły scholastyczne i przekonany – na podstawie własnego doświadczenia – że wszelkie rozbieżności mogą być pogodzone. W 1188 r. doszło do spotkania z częścią sygnatariuszy umowy o założeniu Wspólnoty Samādhi i Prajñi. W. 1190 r. odbyło się ich wspólne odosobnienie w klasztorze Kŏjo. W tym samym klasztorze powstało jego pierwsze główne dzieło Zachęta do praktyki: założenie Wspólnoty Samādhi i Prajñi. W klasztorze tym Chinul przebywał osiem lat.

### Trzecie przebudzenie
W 1197 r. Chinul odszedł z Kŏjo sa i udał się do maleńkiej świątyni Sangmuju. Przeprowadził w niej kolejne odosobnienie, podczas którego zaszło wiele cudownych wydarzeń, a Chinul osiągnął swoje trzecie i ostateczne oświecenie podczas czytania Dahui yulu.
Sŏn nie polega na spokoju; nie polega na krzątaninie. Nie jest uwikłany logicznym rozróżnianiem. Pomimo tego to, co jest najważniejsze, to nie badanie sŏnu, gdy odrzuca spokój lub krzątaninę, działania codziennego życia czy logiczne rozróżnianie. Jeśli wasze oczy nagle się otworzą, wtedy sŏn jest czymś, co istnieje wewnątrz waszego prawdziwie własnego domu.
Chinul był pod wielkim wpływem chińskiego mistrza chan Dahui Zonggao (1089–1163), którego metodę huatou wprowadził do swego sposobu prowadzenia praktyki sŏn.

### Próba syntezy
Te trzy główne duchowe doświadczenia Chinula pokierowały jego późniejszą systematyzacją doktryny buddyjskiej i próbą jej zsynkretyzowania. Jednocześnie stały się one w jego pracach trzema głównymi sposobami buddyjskiej praktyki: równoczesny rozwój samādhi i prajñi, wiary i zrozumienia całkowitych i nagłych nauk oraz skrótowa metoda hwadu (chiń. huatou). Dochodziło do tego jeszcze śpiewanie Sutry Diamentowej tak preferowanej przez Huinenga. Tymi ekumenicznymi działaniami ustalił typ praktyki sŏn w koreańskich klasztorach szkoły chogye. Po trzech latach w Sangmuju am Chinul opuścił świątynię i w 1200 r. przybył do klasztoru Kilsang, który stał się miejscem pobytu Wspólnoty Samādhi i Prajñi. Na okazję zakończenia prac budowlanych w Kilsang sa przygotował Upomnienia dla początkujących uczniów, które porównywalne były z Baizhang qing-gui i pomogły ustalić reguły koreańskiego sŏnu oraz zaakceptowane zostały jako wzorzec prowadzenia się dla wszystkich klasztorów sŏn.

### Koniec życia
W Kilsang sa Chinul przebywał do końca swego życia, chociaż udawał się często do kilku pustelni, które wybudował w okolicznych górach. W 1207 r. ukończył swą kolejną pracę Wybór z komentarzy do Avatamsaka sūtra.
W 1209 r. ukończył Wybór ze zbiorów Dharmy i ksiąg specjalnych praktyk.
Jak to bywa u mistrzów zen, Chinul dokładnie znał datę swej śmierci na miesiąc wcześniej.

### Śmierć
Wraz z jutrzenką spytał Cóż to za dzień dziś mamy? Ktoś odparł Dziś jest 27 dzień 3. miesiąca (22.4.1210). Mistrz umył się wtedy, opłukał i wdziewając swą ceremonialną szatę, rzekł Te oczy nie są oczami moich przodków; ten nos nie jest nosem moich przodków. Te usta nie są ustami zrodzonymi z mojej matki. Następnie zarządził, aby uderzono w klasztorny dzwon wzywający mnichów wspólnoty i niosąc kij z sześcioma pierścieniami, poszedł do sali Dharmy. Tam zapalił kadzidełko, wszedł na podwyższenie i kontynuował wszelkie zwykłe formalności. Następnie stuknął kijem i [...] rzekł Cudowna skuteczność Dharmy sŏn jest niepojęta. Przyszedłem tu dziś, ponieważ chcę wyjaśnić ją w pełni wszystkim wam w tym zgromadzeniu. Jeśli spytacie mnie jasno, nieprzywiązanymi pytaniami, ten stary człowiek da wam jasną, nieprzywiązaną odpowiedź. Popatrzył na prawo i lewo, i, pocierając swą szyję dłońmi, rzekł Życie tego górskiego mnicha jest teraz całkowicie w waszych rękach. Możecie wywlec mnie stąd lub też ściągnąć na dół. Pozwalam każdemu, kto ma kości i ścięgna wystąpić. Następnie wyciągnął swe nogi i siedząc odpowiadał na różne zadawane pytania. Jego słowa były precyzyjne, a treść szczegółowa; mowa była pełna siły [...]. W końcu jakiś mnich spytał: Nie jestem pewien, czy minione ukazanie choroby Vimalakirtiego z Vaiśali i dzisiejsza choroba Moguja z Chogye są tym samym, czy różnią się? Mistrz odpowiedział: Nauczyłeś się tylko podobieństwa i różnicy! Następnie uniósł swój kij, uderzył nim kilka razy i rzekł: Wszystkie tysiąc rzeczy i dziesięć tysięcy przedmiotów są właśnie tu. W końcu pozostał, siedząc nieporuszenie wspierany przez swój kij i spokojnie zmarł.
Król Hŭijong nadał mu pośmiertny tytuł Narodowego Mistrza Puril Pojo (Słońce Buddy Świecące Powszechnie), a stupę, w której umieszczono relikwie po kremacji mistrza, nazwał Kamno t’ap (Stupą Słodkiej Rosy).
Chinul był tak wpływowym mistrzem, że w jego linii przekazu Dharmy było 16 patriarchów koreańskiego sŏnu.

## Dzieła
- Kwŏnsu chŏnghye kyŏlsamun (1190). (Zachęta do praktyki: założenie Wspólnoty Samādhi i Prajñi)
- Kye ch’osim haginmun (1205). (Upomnienia dla początkujących uczniów)
- Susim kyŏl (1203–1205). (Sekrety uprawiania umysłu)
- Chinsim chiksŏl (1205). (Prosta mowa o Prawdziwym Umyśle)
- Hwaŏmnon chŏryo (1207). (Zestawienie komentarzy do sutry Huayan – Avatamsaka Sutra)
- Pŏbbogi Tangyŏng pal. (Postscriptum do Sutry Ołtarzowej Szóstego Patriarchy)
- Yŏmbul yonmun lub Yŏmbul inyukyŏng. (Zasadnicze elementy praktyk Czystej Krainy)
- Wŏndon sŏngbullon. (Całkowite i nagłe osiągnięcie stanu Buddy)
- Kanhwa kyŏrŭiron. (Rozwianie wątpliwości o spełnieniu hwadu)
- Pŏpjip pyŏrhaengnok chŏryo pyŏngip sagi (Wyjątki ze Zbioru Dharmy i Ksiąg Specjalnych Praktyk wraz z osobistymi uwagami).

## Linia przekazu Dharmy zen
Pierwsza liczba oznacza liczbę pokoleń mistrzów od 1 Patriarchy indyjskiego Mahakaśjapy.
Druga liczba oznacza liczbę pokoleń od 28/1 Bodhidharmy, 28 Patriarchy Indii i 1 Patriarchy Chin.
Trzecia liczba oznacza początek nowej linii przekazu w danym kraju.
- 35/8. Mazu Daoyi (707-788) Chiny; szkoła hongzhou
  - 36/9. Yanguan Qi’an (752-842)
    - 37/10/1. T'onghyo Pŏmil (810-889) (znany także jako P’umil) Korea; szkoła sagul san
      - 38/11/2. Nangwŏn Kaech'ŏng (834-930) (znany także jako Pohyŏn)
        - 39/12/3. Odae Sin'gyŏng
          - 40/13/4. Taeŭn Tojang
            - 41/14/5. Saja Chihyu
              - 42/15/6. Chŏnghak Tojam
                - 43/16/7. Tut'a Ŭngjin
                  - 44/17/8. Tansok Chihyŏn
                    - 45/18/9. Changsu Tamjin
                      - 46/19/10. Ch'ŏnch'uk Nŭngin
                        - 47/20/11. Sin'gwang Chonghwi
                          - 48/21/12. Pojo Chinul (1158–1210)
                            - 49/22/13. Hyesim Chingak (1179–1234)
                              - 50/22/13. Yoyŏn mniszka
                              - 50/22/13. Wangdoin mniszka
                              - 50/23/14. Mongyŏ Ch'ŏngjin (zm. 1252)
                                - 51/24/15. Honwon Chinmyŏng (1191–1271)
                                  - 52/25/16. Ch'ŏnyŏng Wŏno (Chajin) (1215–1286)
                                    - 53/26/17. Ch'ungji Won'gam (1226–1292)
                                      - 54/27/17. Chajŏng
                                        - 55/28/18. Chagak
                                          - 56/29/19. Tamdang
                                            - 57/30/20. Manhang Myonmyŏng Hyegam (1249–1319)
                                              - 58/31/21. Myoŏm Chawon
                                                - 59/32/22. Hyegak
                                                  - 60/33/23. Pugu Kagŏm Kakchin (1270–1355)
                                                    - 61/34/24. Puam Chŏnghye
                                                      - 62/35/25. Hungjin
                                                        - 63/36/26. Ilmyŏng Chisung Kobong Pŏpchang (1350–1428)